# UFC 5
UFC 5: The Return of the Beast è stato un evento di arti marziali miste organizzato dall'Ultimate Fighting Championship il 7 aprile 1995, all'Independence Arena a Charlotte, Carolina del Nord, Stati Uniti. L'evento è stato visto dal vivo in pay per view negli Stati Uniti e successivamente pubblicato su home video.

## Retroscena
UFC 5 utilizzava un formato torneo da otto giocatori, con il vincitore che riceveva $ 50.000. L'evento prevedeva anche il primo UFC Superfight in assoluto, oltre a due combattimenti alternativi, che non furono mostrati nella trasmissione live pay-per-view. Il torneo non aveva classi di peso o limiti di peso, e gli incontri dovevano terminare con sottomissione, gettando la spugna, KO o interruzione dell'arbitro, e quindi non venivano utilizzati giudici. I giudici di combattimento e le classi di peso diventerebbero finalmente parte della struttura UFC rispettivamente in UFC 8 e UFC 12.
L'incontro di Superfight era l'attrazione principale e il vincitore di questo incontro sarebbe diventato il Campione UFC. Consisteva nei rivali Royce Gracie e Ken Shamrock che si affrontavano nel match più atteso nella storia dell'UFC fino a quella data, che ha portato al più alto tasso di acquisto pay-per-view che l'UFC aveva mai raggiunto. Fino a questo punto, l'unica sconfitta di Ken Shamrock nell'UFC è stata contro Royce Gracie in UFC 1. Sfortunatamente per i fan, l'incontro risultante è stato classificato come uno dei peggiori incontri nella storia delle MMA, spesso descritto come "noioso" e "35 minuti in cui Ken Shamrock giace sopra Royce Gracie".
UFC 5 è stato il primo evento UFC a prevedere qualsiasi tipo di limite di tempo dai tempi di UFC 1. È stato imposto un limite di tempo di 20 minuti per le partite dei quarti di finale e delle semifinali del torneo. Le finali del torneo e il Superfight avevano un limite di tempo di 30 minuti. Il Superfight è durato oltre 31 minuti prima di incorporare una decisione sul posto di estendere l'incontro di altri cinque minuti. Poiché ancora non c'era nessun vincitore, la partita è stata dichiarata pareggio.
Nella parte torneo dell'evento, Dan Severn ha vinto in finale sconfiggendo Dave Beneteau tramite una sottomissione keylock. L'arbitro della serata era 'Big' John McCarthy.
Questo evento dell'UFC è stato l'ultimo con il coinvolgimento del co-creatore dell'UFC Rorion Gracie, apparentemente a causa dell'introduzione di limiti di tempo, che andavano contro la della sua famiglia]  etica del jiu-jitsu brasiliano in cui i combattimenti dovrebbero arrivare alla fine. Gracie e il suo partner Art Davie hanno successivamente venduto WOW Promotions, co-promotori dell'evento, al partner di WOW, Semaphore Entertainment Group. Anche Royce Gracie pose fine al suo coinvolgimento dopo la partenza di Rorion fino al suo ritorno per UFC 60.
Questo evento ha visto l'implementazione di un limite di tempo per il combattimento al fine di presentare l'intero spettacolo nel tempo satellitare assegnato. Lo spettacolo è durato 2 ore e 40 minuti, ovvero 40 minuti "oltre" l'orario previsto, ma UFC ha acquistato 3 ore di pay-per-view via satellite in preparazione. Questo era diverso da UFC 4, dove molti fornitori di PPV interrompevano lo spettacolo dopo le prime 2 ore.
Con questo evento, molti dei combattenti hanno ricevuto soprannomi, tra cui:
- Dan Severn – La Bestia
- Oleg Taktarov – L'orso russo
- Todd Medina – El Tiburon
- Joe Charles – L'uomo del ghetto
- Jon Hess – Il gigante con un atteggiamento

## Risultati
- Eventuale ripescaggio nel torneo:  Guy Mezger contro  John Dowdy

Mezger sconfisse Dowdy per KO tecnico (pugni) a 2:02.
- Eventuale ripescaggio nel torneo:  Dave Beneteau contro  Asbel Cancio

Beneteau sconfisse Cancio per KO tecnico (pugni) a 0:21.
- Quarti di finale del torneo:  Dan Severn contro  Joe Charles

Severn sconfisse Charles per sottomissione (Rear-Naked Choke) a 1:38.
- Quarti di finale del torneo:  Oleg Taktarov contro  Ernie Verdicia

Taktarov sconfisse Verdicia per sottomissione (Rear-Naked Choke) a 2:23.
- Quarti di finale del torneo:  Todd Medina contro  Larry Cureton

Medina sconfisse Cureton per KO tecnico (pugni) a 2:55.
- Quarti di finale del torneo:  Jon Hess contro  Andy Anderson

Hess sconfisse Anderson per KO tecnico (pugni) a 1:23. Hess non poté proseguire con il torneo a causa della frattura di una mano e venne sostituito da Beneteau.
- Semifinale del torneo:  Dan Severn contro  Oleg Taktarov

Severn sconfisse Taktarov per KO tecnico (ferita) a 4:21.
- Semifinale del torneo:  Dave Beneteau contro  Todd Medina

Beneteau sconfisse Medina per KO tecnico (pugni) a 2:12.
- Finale del torneo:  Dan Severn contro  Dave Beneteau

Severn sconfisse Beneteau per sottomissione (keylock) a 3:01 e vinse il torneo UFC 5.
- Incontro per il titolo Superfight:  Ken Shamrock contro  Royce Gracie

Shamrock e Gracie terminarono l'incontro in parità dopo 36 minuti di lotta.